# کلیسای سنت نیکلاس این خامونیکی
کلیسای سنت نیکلاس در خامونیکی (روسی: Церковь Cвятителя Николая Чудотворца в Хамовниках) یک کلیسای محلی مربوط به اواخر قرن هفدهم میلادی متعلق به یک بافنده سابق در منطقه خامونیکی مسکو است.

## مکان
این کلیسا در گوشه خیابان کومسومولسکی پراسپکت امروزی و خیابان لئو تولستوی، دو بلوک خارج از گاردن رینگ، قرار دارد. حیاط کلیسا یک بلوک کامل بین خیابان‌های لئو تولستوی و تیمور فرونزه را اشغال کرده و شامل ردیفی از خانه‌های کوچک قدیمی است.

## تاریخچه
اولین سوابق مربوط به یک کلیسای احتمالاً چوبی در این مکان به سال ۱۶۲۵ برمی‌گردد. کلیسای اصلی پنج گنبدی در سال‌های ۱۶۷۹–۱۶۸۲ ساخته شد؛ برج ناقوس و سالن غذاخوری حدود سال ۱۶۹۴ تکمیل شدند. منابع کلیسایی امروزی ادعا می‌کنند که برج ناقوس در خامونیکی یکی از بلندترین برج‌های ناقوس به سبک چادری در منطقه مسکو است. در سال ۱۷۵۷، سازندگان یک ضمیمه جانبی به آن اضافه کردند که به سنت دیمیتری روستوف اختصاص داده شده بود.
این کلیسا نمونه‌ای از سبک باروک مسکوی متأخر است که پیش از سبک باروک ناریشکین که عمر کوتاهی داشت و در دهه ۱۶۹۰ رواج داشت، ساخته شده است. این کلیسا به دسته‌ای از معابد آتشدان (روسی: огненные храмы تعلق دارد) – ساختمان‌های کلیسا بدون سه ستون باربر داخلی، که با لایه‌هایی از شیروانی‌های کوچک دایره‌ای شکل کوکوشنیک تاج‌گذاری شده‌اند. هر شیروانی نمادی از آتش آسمانی است (تخت‌های کتاب مقدس - فرشتگان یا سراف‌ها)؛ گروهی از شیروانی‌های فشرده، استعاره‌ای معماری برای عرش خداست. ستون‌های تزئینی کوچک که شیروانی‌های طبقه پایین را «حمایت» می‌کنند، نشانگر تأثیر غرب در یک ساختمان معمولاً بومی هستند.
این کلیسا در اثر آتش‌سوزی مسکو (۱۸۱۲) به شدت آسیب دید و تنها در سال ۱۸۴۹ بازگشایی شد. کمی قبل از آن، در سال ۱۸۴۸، کلیسا یادگار اصلی خود - یک نسخه از شمایل مدافع گناهکاران تئوتوکوس از صومعه اودرین، که توسط دیمیتری دونچسکو اهدا شده بود - را به دست آورد. این شمایل به‌طور دائم در ضمیمه سابق سنت دیمیتری قرار گرفت. همچنین دارای شمایل‌های قرن هفدهمی سنت الکسیس و هودگتریای اسمولنسک است. در سال ۲۰۰۲، کلیسا شمایل فرشته مقرب میکائیل خود را به کلیسای بازگشایی شده فرشته مقرب میکائیل در دویچیه پول اهدا کرد.
این کلیسا از سال ۱۸۴۹ به‌طور مداوم فعالیت می‌کند. در دوران شوروی هرگز بسته نشد، اگرچه ناقوس اصلی خود را از دست داد (که در سال ۱۹۹۲ بازسازی شد). دو بار در سال‌های ۱۹۴۹ و ۱۹۷۲ از بیرون بازسازی شد. پدر پاول لپخین یکی از طولانی‌ترین دوره‌های تصدی مداوم در کلیسای ارتدکس قرن بیستم - از سال ۱۹۱۵ تا ۱۹۶۰ - را در اینجا گذراند. متروپولیتن پیتیریم نچایف (۱۹۲۶–۲۰۰۳) که در سال ۱۹۷۲ به او پیشنهاد تصدی در خامونیکی داده شد، این پیشنهاد را رد کرد: به گفته پیتیریم، جمعیت همیشه کلیسا را بیش از ظرفیت آن پر می‌کردند و انجام مراسم را حتی برای کشیشان جوان از نظر جسمی بسیار دشوار می‌کرد.
لئو تولستوی در محلهٔ کلیسا زندگی می‌کرد، دو بلوک آن‌طرف‌تر در خیابانی که اکنون به نام اوست.